# Rescue Margareta Emblad
Rescue Margareta Emblad är det första fartyget i den nya Emblad-klassen, en helt ny räddningsbåtsklass, designad av Birger Kullmann och Sjöräddningssällskapet.
Margareta Emblad är ett 12-meters sök- och räddningsfartyg, speciellt designat för att möta dagens krav på effektiv räddningstjänst och sjösäkerhet.
Rescue Margareta Emblad har tillkommit genom donationer av Lembla AB och Kung Carl XVI Gustaf. 
Hon kommer att vara stationerad vid Räddningsstation Skärhamn.